# Fitz (Namensvorsatz)
Fitz ist im englischsprachigen Raum eine patronymische Vorsilbe in Familiennamen anglo-normannischer Herkunft. Sie entstand aus dem normannischen fiz/filz (= Sohn, vgl. französisch fils, lateinisch filius). Sie wurde späterhin häufig benutzt, um illegitime Söhne zu benennen, insbesondere Fitzroy (unehelicher) Sohn des Königs.

## Liste von Familiennamen
- Fitzalan
- Fitzcarrald
- FitzClarence
- Fitzgerald
- FitzGilbert
- Fitzhamon
- Fitzherbert
- Fitzhugh
- Fitz-James
- Fitzmaurice
- Fitzmiles
- Fitzmorris
- FitzOsbern
- Fitzpatrick
- FitzRobert
- Fitzroy
- Fitzsimmons
- Fitzsimons
- Fitzurse
- FitzWalter
- Fitzwilliam